# 舊河 (加利福尼亞州)
舊河（英語：Old River）是位於美國加利福尼亞州克恩縣的一個非建制地區。該地的面積和人口皆未知。

## 地理
舊河的座標為35°16′02″N 119°06′32″W / 35.26722°N 119.10889°W，而該地的平均海拔高度為105米（即344英尺）。